# Stjärtmes
Stjärtmes (Aegithalos caudatus) är en tätting och den enda europeiska representanten för familjen stjärtmesar. Den är mycket liten med en stjärt som utgör mer än halva kroppslängden. Stjärtmesen hittas i löv- och blandskog där den ofta ses röra sig kvickt i små familjegrupper. Den bygger ett konstrikt klotformat bo av lav, fjädrar, spindelväv och mossa. IUCN kategoriserar den som livskraftig.

## Utseende och läte
Stjärtmesen är en mycket liten och rund fågel med lång stjärt; kroppslängden är 13–15 cm men mer än halva längden utgörs av stjärten. Näbben är kort och ögat pepparkornsaktigt svart med gulorange övre "ögonlock". 
Fjäderdräkten utmärks av svart rygg, vinröda eller rödbruna skuldror och vitkantad svart stjärt. Färg och teckning på huvud och undersida varierar geografiskt. Nordliga fåglar (caudatus, se nedan) är helvita, medan de på kontinenten (europaeus) och Brittiska öarna (rosaceus) har ett brett svart band över ögat med solkigare huvudsida och rödbruntonad undersida. Turkiska fåglar (alpinus) har än mörkare huvudsida, till och med svartstreckad, svart haklapp och kortare stjärt.

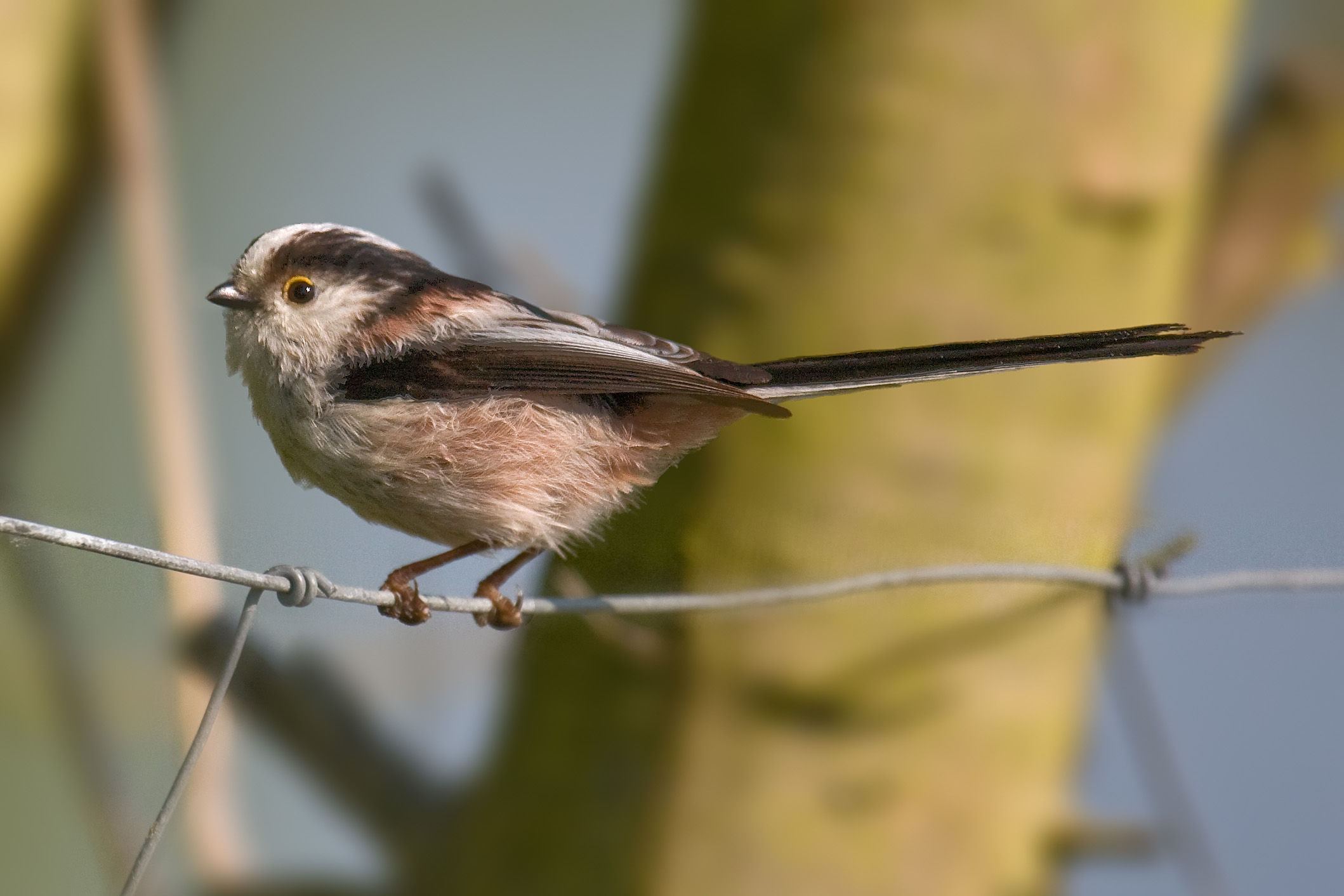
Stjärtmes (europaeus-gruppen).

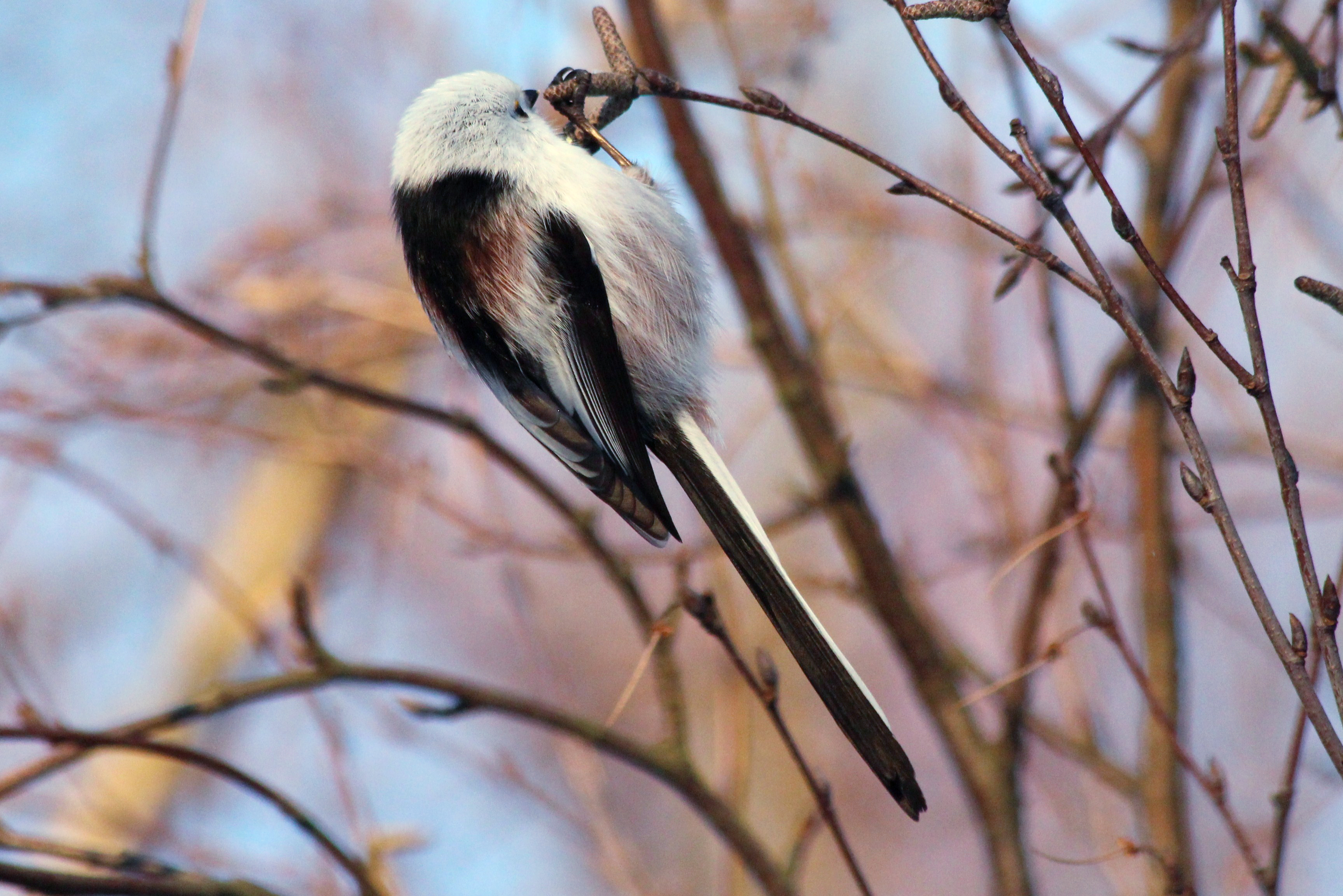
Stjärtmes (caudatus-gruppen).

Från framdragande flockar hörs trestaviga sii-sii-siih varierat med ett surrande tserr tserr. Sången som sällan hörs är lågmäld och kvittrande.

## Utbredning och taxonomi
Stjärtmesen förekommer i Europa och Asien österut till Japan. Den är mestadels en stannfågel. Den delas upp i en stor mängd underarter, 17 stycken enligt Clements et al., med följande utbredning fördelade i tre grupper:
- caudatus-gruppen 
  - nordlig stjärtmes[3] Aegithalos caudatus caudatus – Skandinavien och nordöstra Europa till Sibirien, norra Kina, Korea och Japan
- europaeus-gruppen 
  - Aegithalos caudatus rosaceus – Brittiska öarna
  - Aegithalos caudatus aremoricus – västra Frankrike, Kanalöarna och Île d'Yeu
  - Aegithalos caudatus taiti – södra och sydvästra Frankrike till nordvästra Spanien och Portugal
  - kontinental stjärtmes[3] Aegithalos caudatus europeaeus – Frankrike och Tyskland till norra Italien, västra Rumänien och norra Bulgarien
  - Aegithalos caudatus macedonicus – Balkan
  - Aegithalos caudatus tauricus – södra Krimhalvön
  - Aegithalos caudatus magnus – Sydkorea och ögruppen Tsushima
  - Aegithalos caudatus trivirgatus – Japan (Honshu, Awa-shima, Sado och Oki Shotō) samt sydkoreanska ön Jeju
  - Aegithalos caudatus kiusiuensis – öar i södra Japan (Shikoku, Kyushu och Yakushima)
- alpinus-gruppen 
  - Aegithalos caudatus irbii – södra Spanien, Portugal och Korsika
  - Aegithalos caudatus italiae – italienska fastlandet samt sydvästra Italien
  - Aegithalos caudatus siculus – Sicilien
  - Aegithalos caudatus tephronotus – Mindre Asien
  - Aegithalos caudatus major – Kaukasus till västra och centrala Transkaukasien
  - Aegithalos caudatus alpinus – Elburzbergen i norra Iran
  - Aegithalos caudatus passekii – Zagrosbergen i västra Iran

I verket Handbook of Western Palearctic Birds (Shirihai & Svensson 2018) inkluderas aremoricus och tauricus i europaeus, passekii och tephronotus i alpinus och taiti i macedonicus. Även svenska BirdLife Sverige följer denna indelning.
Östliga arten gråstrupig stjärtmes (A. glaucogularis) behandlades tidigare som underart till stjärtmes, men urskiljs numera som egen art på grund av tydliga genetiska och morfologiska skillnader.

### Släktskap
Stjärtmesarna placerades ursprungligen bland de egentliga mesarna i Paridae, men har sedan lång tid tillbaka förts i sin egen familj, Aegithalidae, dock med antagande om att ett nära släktskap familjerna emellan föreligger. Genetiska studier har dock visat att detta är felaktigt. Istället bildar stjärtmesarna en grupp inom överfamiljen sångare (Sylvioidea) tillsammans med familjerna cettior (Cettiidae), lövsångare (Phylloscopidae) samt den nyligen urskilda afrikanska familjen hylior (Hyliidae). Utöver stjärtmesen omfattar familjen ett tiotal andra asiatiska arter i släktet Aegithalos, den amerikanska buskmesen i Psaltriparus samt två asiatiska violsångare (Leptopoecile).

### Förekomst i Sverige
Nominatformen av stjärtmesen förekommer i södra och mellersta Sverige norrut till en linje södra Värmland–Dalarna–Hälsingland samt längs Norrlandskusten till Norrbotten och lokalt i Norrlands inland nedanför fjällen.

## Levnadssätt
Stjärtmesen är en oskygg men rastlös fågel som rör sig raskt i smågrupper genom skogen. Den klänger vigt i tunna grenar ofta upp och ned. Fågeln häckar i löv- och blandskog med rik undervegetation med hassel och sälg och inslag av döda träd. Den är en insektsätare året runt som lever främst av leddjur och föredrar ägg och larver av malar och fjärilar. På hösten kan den även äta växtmaterial.

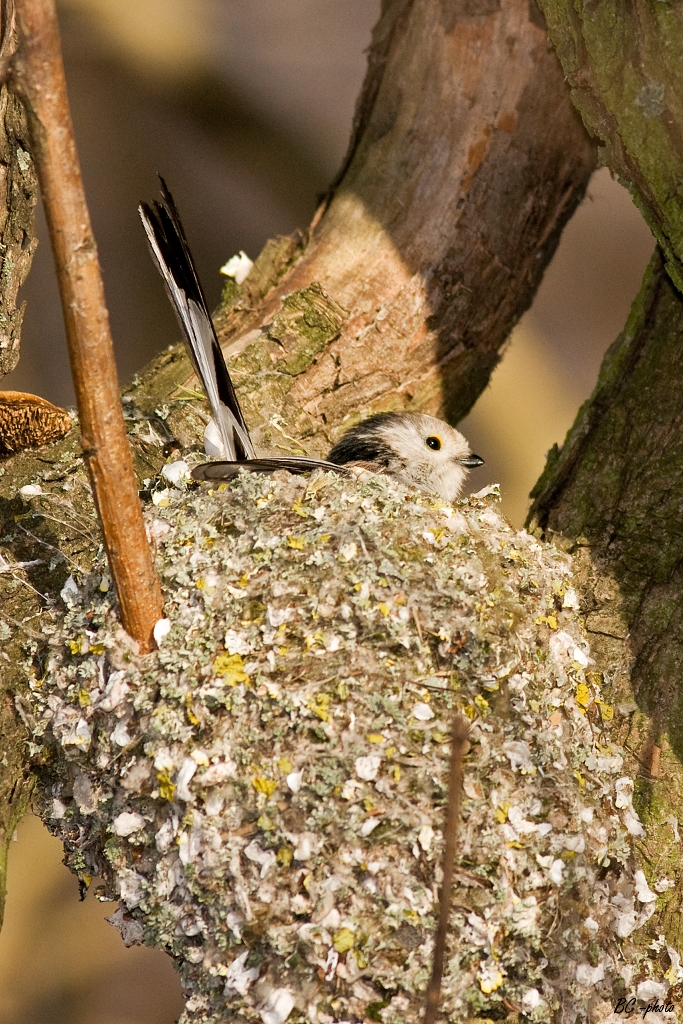
Häckande stjärtmes vid sitt bo.

### Socialt liv
Utanför häckningssäsongen, vilken tar slut i juni–juli, formar stjärtmesen kompakta flockar på tre till 30 fåglar, som består av familjemedlemmar (föräldrar och ungar från föregående häckningssäsong) tillsammans med de extra adulta individerna som hjälpt till att föda upp kullen (se nedan). Dessa flockar är revirhävdande och försvarar reviret gentemot andra flockar. Under kalla vinternätter trycker flockmedlemmarna ihop sig för att hålla värmen.
Under februari–mars delar flocken upp sig och bildar par för att försöka häcka. Ofta stannar hanarna kvar i vinterreviret medan honorna vandrar till omkringliggande revir.

### Häckning

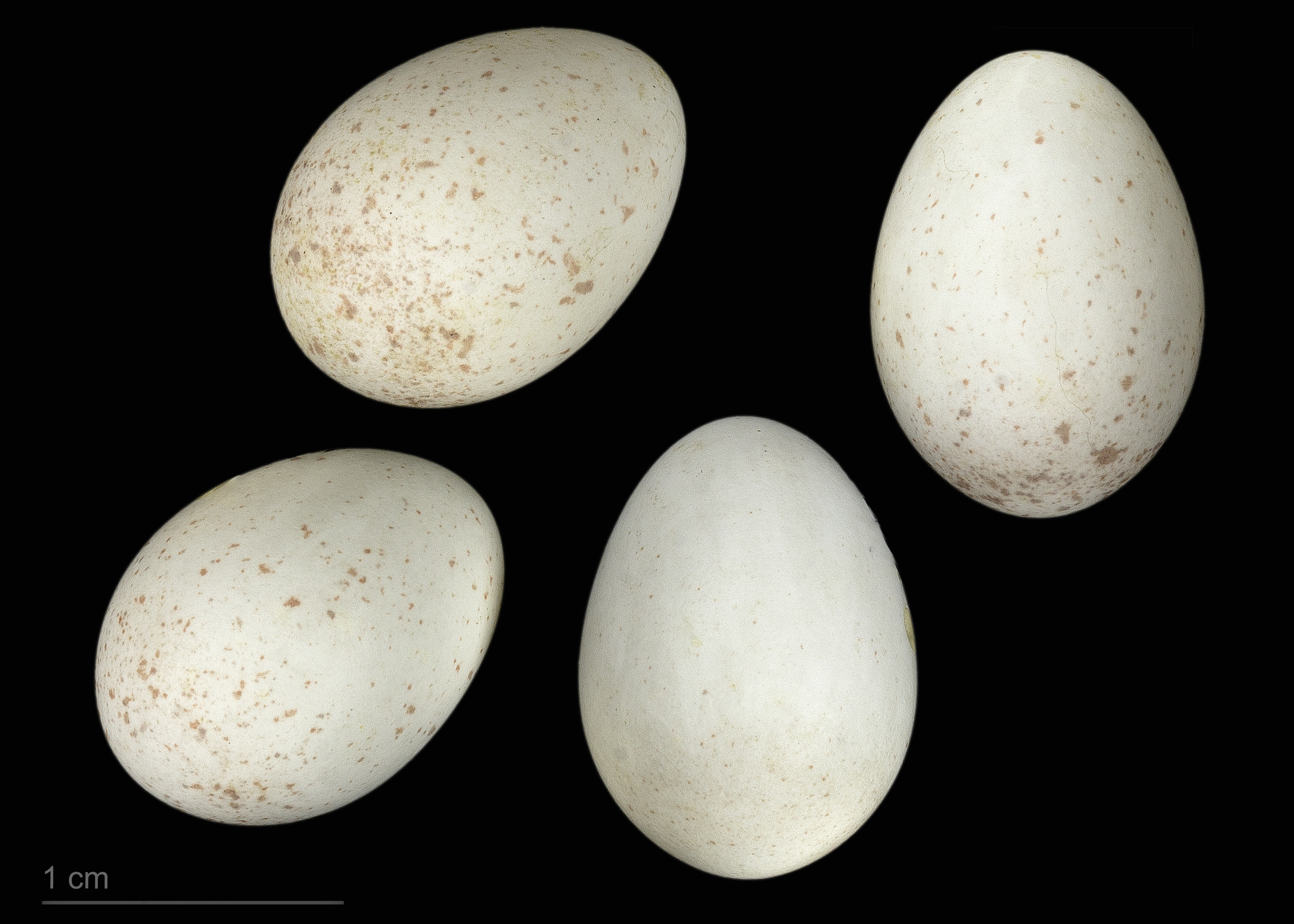
Aegithalos caudatus

Stjärtmesen bygger ett konstrikt hopfogat, övertäckt bo av fyra olika material: lav, fjädrar, spindelväv och mossa. Boet består av en flexibel säck med en liten rund öppning upptill. Boet hängs mellan grenar, antingen lågt i törnen och eller högre upp i grenklykor. Mossan och spindelnätet ger boet stabilitet och gör att konstruktionen fäster mot grenarna. Den fäster hundratals bitar av blek lav på utsidan, vilket kamouflerar boet, medan insidan fodras med mer än 2 000 dunfjädrar.
Den lägger vanligtvis åtta till tolv ägg per kull, men sec till 15 ägg har observerats. Äggen är glansigt vita med röda fläckar och honan ruvar dem ensam i 13–17 dagar. Båda föräldrarna tar hand om ungarna som blir flygga efter 14–15 dagar. Bopredation är vanlig och bara 17 % av häckningarna lyckas.
Par som misslyckats med sin häckning har tre val: att försöka igen, helt överge häckningen eller hjälpa ett annat par som häckar i närheten. Studier har visat att par som misslyckats med sin häckning skiljs åt och hjälper besläktade hanar med häckningen och att de känner igen varandra på läte. De häckningar som får hjälp har större häckningsframgång.
Som andra mindre tättingar uppnår de inte en särskilt hög ålder, men sällsynt kan de bli uppåt tio år gamla.[källa behövs]

## Status och hot
Arten har ett stort utbredningsområde och en stor population med stabil utveckling. Utifrån dessa kriterier kategoriserar IUCN arten som livskraftig (LC). Världspopulationen uppskattas till mellan 36,2 och 64,9 miljoner könsmogna individer. Även den svenska populationen anses livskraftig men tros minska i antal. 2018 uppskattades det svenska beståndet till 34 000 par.

## Namn
Den har kallats för altita på grund av sin vana att förekomma vid alkärr eller sittande i alar utmed åar och sjöstränder. Den har även kallats gippget, sådyppa, långstyltegettyppa, lappmes och svansmes.